# Jean Morin (teolog)

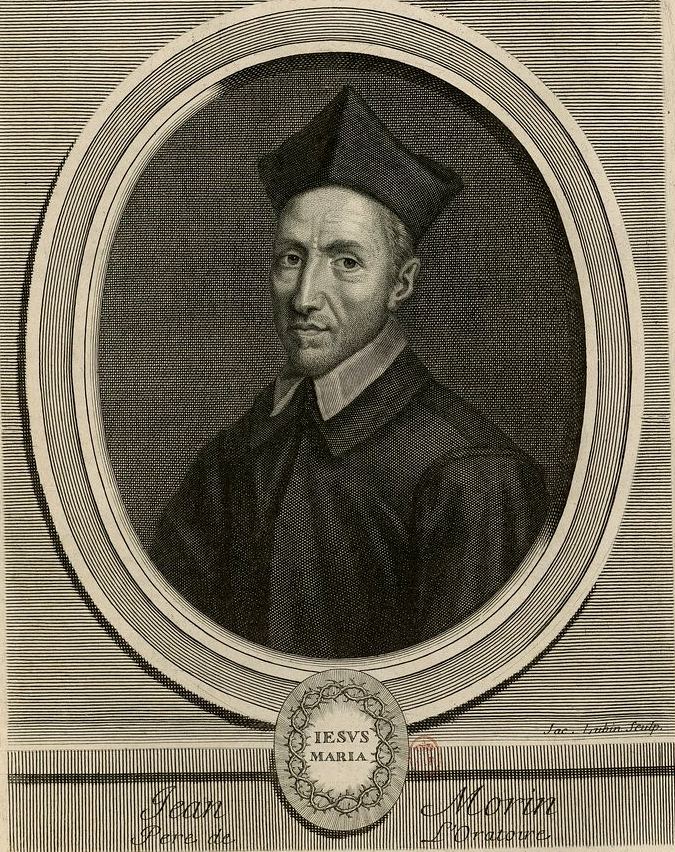
Jean Morin.

Jean Morin (latin Joannes Morinus), född 1591, död den 28 februari 1659, var en fransk romersk-katolsk teolog, en av bibelkritikens grundläggare.
Morin, som ursprungligen var protestant, blev oratorian. Han kastade sig på studiet av de samaritanska bibelhandskrifterna och kom till slutsatsen, att dessa var värdefullare än de hebreiska. Denna åsikt uttalar han i Exercitationes ecclesiasticæ in utrumque samaritanorum pentateuchum (1631) och Exercitationes biblicæ de hebræici græcique textus sinceritate (1633), i vilket senare arbete han, följande i Louis Cappels fotspår, framställde ovedersägliga inkast mot åsikten om ofelbarheten hos Gamla testamentets hebreiska text, vilken han ansåg vara förfalskad av judarna, under det att den ursprungliga texten låg till grund för Septuaginta- och Vulgataöversättningarna.